# Xã Reno, Quận Leavenworth, Kansas
Xã Reno (tiếng Anh: Reno Township) là một xã thuộc quận Leavenworth, tiểu bang Kansas, Hoa Kỳ. Năm 2010, dân số của xã này là 1.398 người.